# Roberto Trotta
Roberto Luis Trotta Issacy (Pigüé, 28 de janeiro de 1969) é um técnico de futebol e ex-futebolista argentino que atuava como zagueiro.

## Carreira como jogador
Em 18 anos de carreira profissional, Trotta obteve maior destaque atuando por Estudiantes (onde teve 2 passagens) e Vélez Sarsfield, clube onde conquistou a maioria de seus títulos (5 dos 7 que obteve), sendo os principais a Copa Libertadores da América e a Copa Intercontinental, ambas em 1994. No futebol argentino, defendeu também River Plate, Racing e Unión, onde se aposentou em 2005 como recordista de expulsões na primeira divisão nacional (17 cartões vermelhos).
Fora da Argentina, atuou por Atlante, Puebla (ambos do México), Barcelona de Guayaquil (Equador), Roma (Itália) e Sporting Gijón (Espanha).

## Carreira internacional
Trotta jogou 3 partidas pela Seleção Argentina, todas em 1995.

## Carreira de treinador
Estreou como técnico em 2006, no Independiente Rivadavia, onde também esteve em 2008, e nas temporadas 2010–11 e 2013–14. Comandou também Almagro, Juventud Unida e Sarmiento de Junín, além de ter sido auxiliar de Diego Maradona no Al-Wasl antes de ser despedido pelo próprio Pibe de Oro.

## Títulos

### Como jogador
Vélez Sarsfield
- Campeonato Argentino: Clausura 1993, Apertura 1995
- Copa Libertadores da América: 1994
- Copa Intercontinental: 1994
- Copa Interamericana: 1994

River Plate
- Campeonato Argentino: Apertura 1999, Clausura 2000

### Como treinador
Independiente Rivadavia
- Torneo Argentino A: 2006–07